# Al Laney
Albert „Al“ Gillis Laney (* 11. Januar 1895 in Pensacola, Florida; † 31. Januar 1988 in Spring Valley, New York) war ein US-amerikanischer Sportjournalist.

## Leben
Al Laney war Tenniskorrespondent der Zeitung New York Herald Tribune. Auch für die Berichterstattung in anderen Sportarten wurde er bekannt. Später arbeitete er beim Paris Herald, der heutigen International Herald Tribune. Sein Buch „Courting the Game“ ist bis heute eines der wichtigsten über den Tennissport. 1979 erfolgte seine Aufnahme in die International Tennis Hall of Fame.